# Saline Grace
Saline Grace ist eine deutsche Alternative-Band, welche aus der Avantgarde-Formation Nobility of Salt hervorging und im Jahre 2005 von Ricardo Hoffmann und Ines Hoffmann (geb. Pollok) gegründet wurde.

## Stil
Saline Grace haben bis zum heutigen Tage viel Wert auf fast ausschließlich akustisches Instrumentarium gelegt. Unverkennbar ist dabei vor allem Ricardo Hoffmanns außergewöhnlich filigraner Gitarrenstil, der mit seinen Zupftechniken, mandolinenartig gespielten Ornamenten und melancholischen, an die 1960er erinnernden Slide- und Twang-Gitarrensounds nicht selten bildhafte Synästhesien zu erzeugen weiß. Seine recht anspruchsvolle, in Englisch geschriebene Lyrik behandelt recht häufig philosophisch-anthropologische Themenbereiche und hat zumeist eine stark ausgeprägte Symbolik. Subtil eingebettet in eine Klangkulisse, die hauptsächlich aus Piano, Orgel, Konzertina, Banjo, Violine, akzentuiertem und oftmals mit Besen gespieltem Schlagwerk sowie Ines Hoffmanns tieftönendem Bass besteht, wird Ricardo Hoffmanns dunkler und emotionaler Bariton perfekt in Szene gesetzt und erinnert dadurch bisweilen an Sänger wie Nick Cave oder Leonard Cohen.

## Bandname
Die mentale Nähe zum Wasser, explizit zu den als Ursprung irdischer Existenz geltenden Weltmeeren, steckte schon in dem Namen von Saline Graces Vorläufer, Nobility of Salt. So wurde dies als roter Faden konsequent fortgeführt. „Tied to that saline grace of a noble but fragile ocean“ heißt es in The Valley auf dem Saline-Grace-Debütalbum Border Town Shades, wobei diese Textzeile auch der Findung des Bandnamens dienlich war.

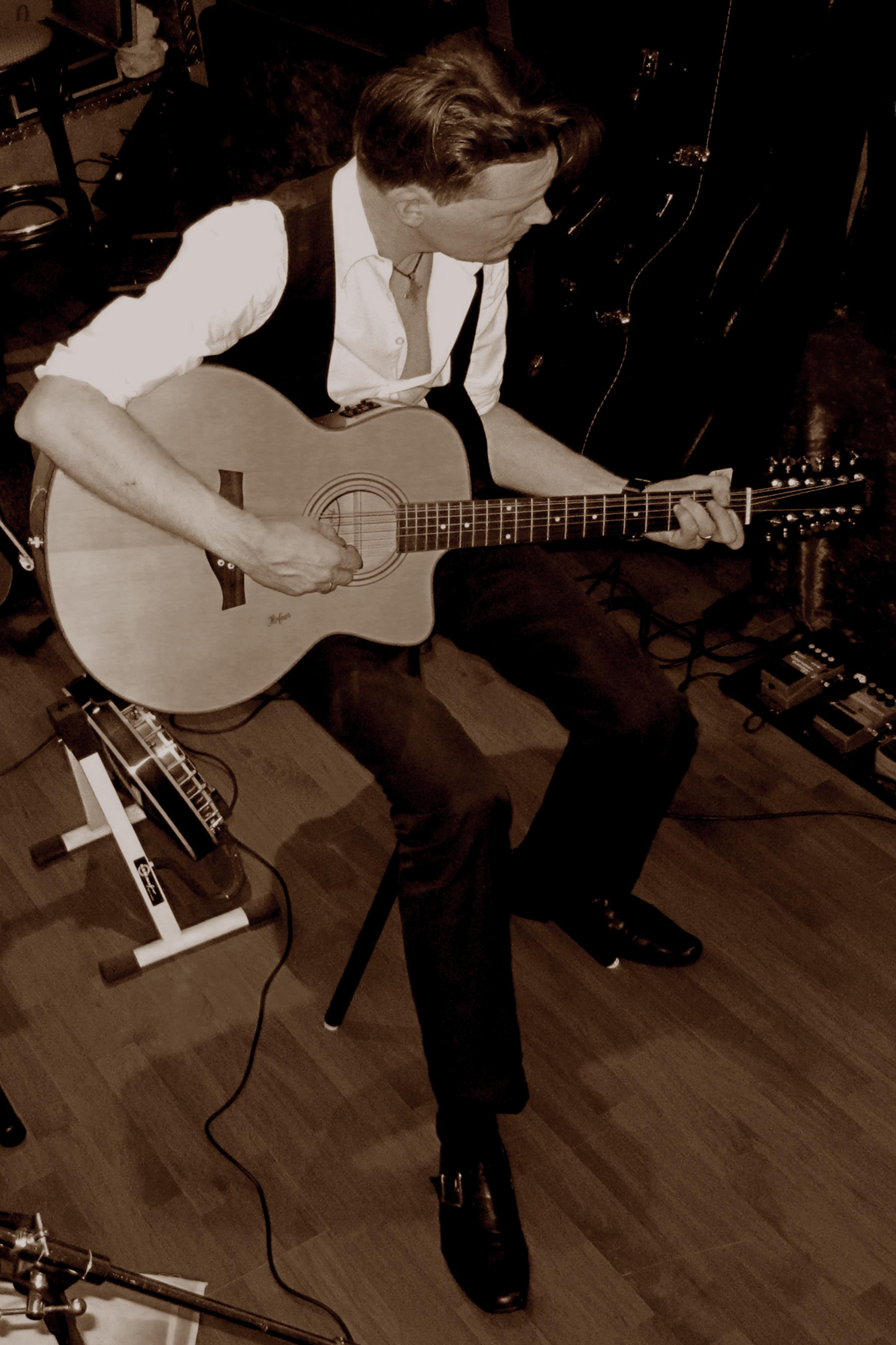
Ricardo Hoffmann 2010

## Geschichte

### 1994–2004
Ricardo Hoffmann, Sänger, Songwriter und Multiinstrumentalist von Saline Grace, wurde am 21. Januar 1975 in der östlichen Grenzstadt Frankfurt (Oder) geboren. Im Jahre 1994 gründete er sein erstes Bandprojekt, aus dem 1996 die Avantgarde-Formation Nobility of Salt entstand. Zum damaligen Zeitpunkt bestand die Band aus René Hoffmann (Gesang), Ricardo Hoffmann als Songwriter der Band (Gitarre, Keyboard, Percussion), Ines Pollok (Gitarre) und Stephan Weidner (Bass).
1997 folgten ein erstes Demo, The Evening Prayer, und der Umzug nach London, wobei Stephan Weidner kurz danach Nobility of Salt verließ und Ines Pollok seine Rolle am Bass übernahm. Zahlreiche UK-Gigs hinterließen im Jahre 1998 auf einem zweiten Demo, Through Clouds and Thoughtful Years, entsprechende musikalische Spuren, und sogar das inzwischen nicht mehr existierende britische Musikmagazin Melody Maker schenkte der Band in der Ausgabe vom 20. März 1999 Beachtung.
Zur Jahrtausendwende erfolgte der Kulissenwechsel nach Berlin, um an einem ersten Album zu arbeiten, das wenige Monate später unter dem Titel The Tremulous Sea veröffentlicht wurde. Nach der EP The Silent Ship im Jahre 2002 erschien im April 2004 ein weiteres Album mit dem Titel Those Narrow Streets, wobei diese Veröffentlichung aus organisatorischen Gründen die vorerst letzte Veröffentlichung von Nobility of Salt sein sollte.

### 2005–2009
Diese Entwicklungen ebneten den Weg für Saline Grace und im Jahre 2005 begann Ricardo Hoffmann am Material für das erste Saline-Grace-Album zu arbeiten. Unterstützt wurde er hierbei von seiner Ehefrau und langjährigen Bassistin, Ines Hoffmann (geborene Pollok), die am 20. Juli 1976 ebenfalls in Frankfurt (Oder) das Licht der Welt erblickt hatte. Erstmals im Jahre 1996 mit Nobility Of Salt in Berührung gekommen, teilt sie bis in die Gegenwart den musikalischen Weg und die Inspirationen mit Ricardo Hoffmann. Saline Grace veröffentlichten ihr von der Kritik wohlwollend aufgenommenes Debüt-Album mit dem Titel Border Town Shades am 1. September 2007.
Im Jahre 2009 wurden Saline Grace und Nobility of Salt in das Buch des englischen Musik-Journalisten Mick Mercer (u. a. für den Melody Maker), Music To Die For, aufgenommen; einer Art Enzyklopädie der Alternative- und Gothic-Szene mit Beschreibungen, Interviewartikeln und Diskografien der Bands.

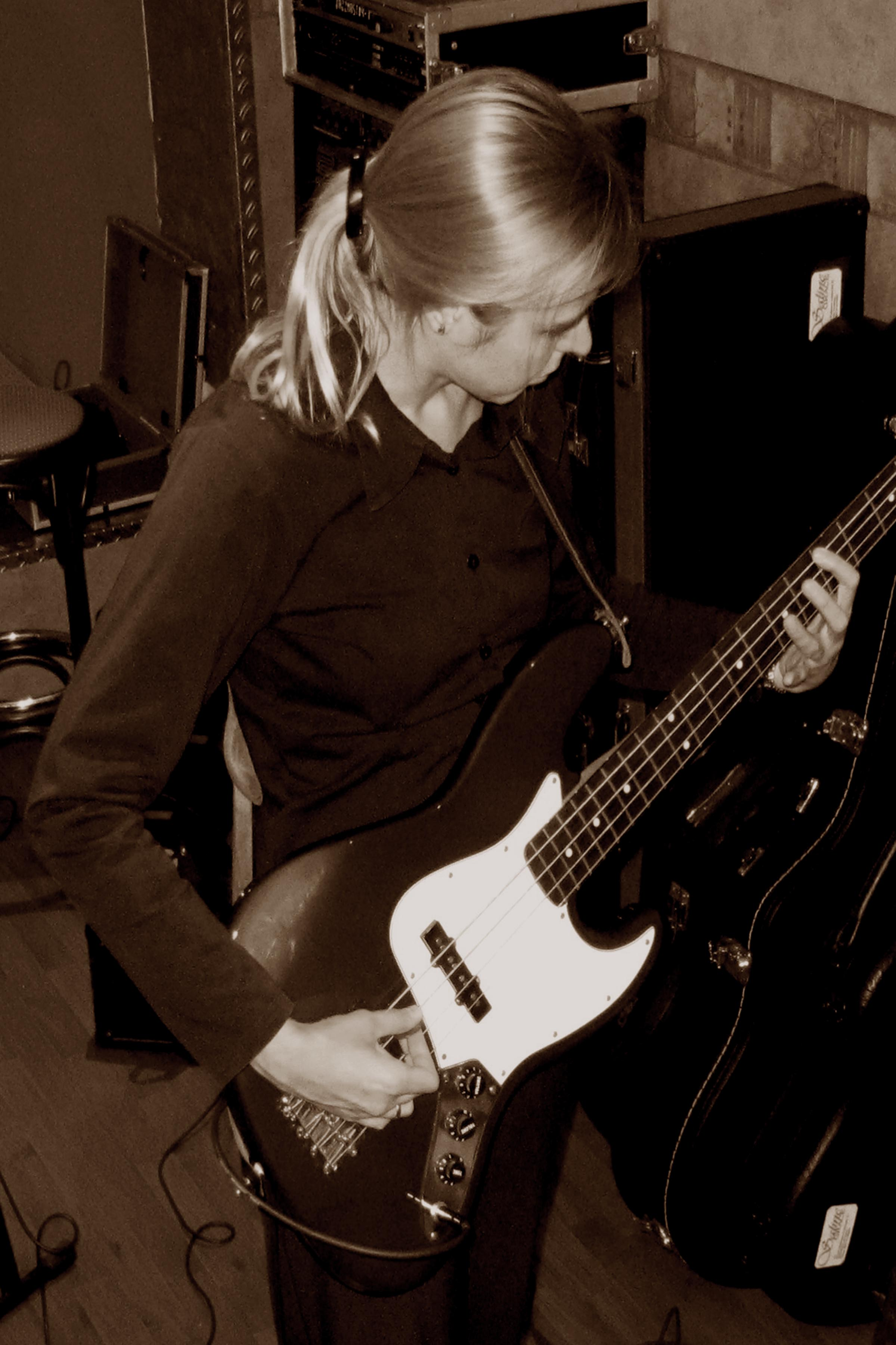
Ines Hoffmann 2010

### 2010–2012
Zwischen den Aufnahmen und Abmischungen für ein weiteres Saline-Grace-Album im Jahre 2011 nahm sich Ricardo Hoffmann Zeit für einen kurzen Gastauftritt bei der Hamburger Band Dark Orange, um neben Steven Burrows, einem Mitglied der englischen Kult-Band And Also the Trees, am Bass, auf deren Doppelalbum Horizont an ergänzenden Gitarren und Piano mitzuwirken.
Anfang 2012, während der abschließenden Arbeiten und Video-Shootings für Saline Grace, gestaltete er des Weiteren den Rising Stream Mix des Dark-Orange-Songs Traumwandler für Interpretations, der dazugehörigen zweiten CD derselben Veröffentlichung; weitere Remixe wurden von Künstlern wie Robin Guthrie von den Cocteau Twins, Mitgliedern von And Also the Trees, und vielen anderen beigesteuert.

### Seit 2013
Ab 2013 folgten weitere Saline Grace-Alben. So veröffentlichte die Band um Ricardo Hoffmann ihr zweites Album mit dem Titel Fog Mountain am 21. Januar 2013 und vier Jahre später Blacksmith’s Fire am 4. September 2017. Aufgrund von alarmierenden, politischen Entwicklungen im Heimatland, komponierte Ricardo Hoffmann im Jahre 2021 mit Der Meister der Intrige seine erste Saline Grace-Veröffentlichung in deutscher Sprache. Am 21. Januar 2023 erschien das bisher aktuellste Saline Grace-Album mit dem Titel The Whispering Woods.

## Diskografie

### Alben
- 2007: Border Town Shades (DWRCD03)
- 2013: Fog Mountain (DWRCD04)
- 2017: Blacksmith's Fire (DWRCD05)
- 2023: The Whispering Woods (DWRAL06)

### Singles
- 2021: Der Meister der Intrige (DWRSI05)
- 2023: The Evening Prayer (DWRSIN06)

### Gastauftritte, Kompilationen und Publikationen
- 2008: Dark Spy Compilation Vol. 17 (Dark Spy Magazine – Issue No. 23)
- 2009: Mick Mercer - Music To Die For (Cherry Red Books)
- 2012: Dark Orange – Horizont (KAL41)
- 2013: Orkus! Compilation 87 (CD 2013/Orkus! Magazine – Issue No. 03 – March 2013)
- 2017: Cold Hands Seduction – Vol. 191 (CD 2017/Sonic Seducer – September 2017)

### Verwandte Projekte
- 1997: Nobility of Salt – The Evening Prayer (Demo)
- 1998: Nobility of Salt – Through Clouds and Thoughtful Years (Demo)
- 2000: Nobility of Salt – The Tremulous Sea (DWRCD01)
- 2002: Nobility of Salt – The Silent Ship Ep (DWRCDM01)
- 2004: Nobility of Salt – Those Narrow Streets (DWRCD02)